# Edison Machado
Pour les articles homonymes, voir Machado.
Edison dos Santos Machado, né le 31 janvier 1934 à Rio de Janeiro où il est mort le 15 septembre 1990, est un batteur et compositeur brésilien. 
Grâce à sa création du samba no prato (samba sur les cymbales) et à ses premiers enregistrements, il a contribué à façonner la samba et la bossa nova brésiliennes. Tout au long de sa vie, il a collaboré fréquemment avec divers musiciens, dont Chet Baker et Ron Carter, et a été enregistré dans plus de 50 albums jusqu'à sa mort subite en 1990,,.  

## Biographie
Edison Machado grandit dans la banlieue d'Engenho Novo (en) à Rio de Janeiro, alors capitale du Brésil. Dans son enfance, il commence à apprendre seul à jouer de la batterie. En regardant et en écoutant des batteurs brésiliens célèbres tels que Luciano Perrone et Edgar Nunes Rocca, il place le tambour sur ses jambes pour apprendre leurs techniques. Dans les années qui suivent la Seconde Guerre mondiale, Machado, comme beaucoup d'autres adolescents du Brésil, connait l'apogée de Rádio Nacional (en) et s'inspire des batteurs de jazz be-bop américains Art Blakey et Max Roach. En 1949, à l'âge de 17 ans, tout en continuant à jouer de la batterie, il crée accidentellement un style de jeu qui va influencer la samba moderne. En jouant avec un groupe de samba, sa caisse claire se casse. Ne voulant pas perturber le flux de la musique, il commence alors à jouer sur la cymbale ride avec sa main droite, tout en utilisant sa main gauche pour ajouter des accents syncopés sur un tom. Après sa création accidentelle de samba no prato, ce style de jeu devient caractéristique de Machado dans les années à venir.
Au début des années 1950, il rejoint l'armée brésilienne et y rencontre Raul de Souza. Vers 1955, il quitte l'armée et joue dans les clubs de Beco das Garrafas, également connus sous le nom de Bottles Alley. L'endroit est réputé pour avoir accueilli de nombreux artistes de jazz brésiliens célèbres tout au long des années 50 et doit son surnom aux appartements voisins qui jetaient des bouteilles dans la ruelle pour protester contre le bruit des artistes. Ces clubs étaient bien connus pour avoir de nouveaux musiciens innovants qui jouaient tous les soirs. En 1957, à l'âge de 23 ans, Machado rejoint son premier grand groupe Turma da Gafieira qui enregistre ses premiers albums Turma da Gafieira et Samba em Hi-Fi la même année. 
Dans les années qui suivent, Machado continue à se forger une réputation en collaborant avec Dionysio de Oliveira Filho, Paulo Moura et Luiz Bonfá. En 1961, il contribue à la création d'un groupe appelé Bossa Três qui est l'un des premiers groupes instrumentaux de Bossa Nova de l'époque. Composé de Luís Carlos Vinhas au piano et de Tião Neto à la contrebasse, le groupe fait ses débuts au Lane en 1962. Au début de 1963, le groupe joue à New York sous un contrat avec Sidney Frey, le propriétaire d'Audio Fidelity Records (en). Frey enregistre plusieurs sessions pour les vendre sur le marché de la musique américain, en faire la publicité à The Andy Williams Show (en) et les présenter au Village Vanguard. Malgré le succès relatif des Bossa Três, ils ratent des occasions de jouer dans des salles comme le Birdland car Machado ne sait pas lire la musique.

## Discographie

### Leader/co-leader
- 1964 : Edison Machado é Samba novo
- 1970 : Obras
- 1971 : Obras 2
- 1989 : Edi

Avec Bossa Três
- 1963 : Os Bossa Três
- 1963 : Bossa Três and Jo Basile
- 1965 : Bossa Três e amigos
- 1965 : Bossa Três Em Forma!

Avec Bossa Três et Pery Ribeiro
- 1966 : Encontro

Avec Rio 65 Trio
- 1965 : Rio 65 Trio
- 1966 : A Hora E Vez Da M.P.M.

### Compilation
- 1966 : Love, Strings and Jobim (en)

### Sideman
Avec Turma da Gafieira (pt)
- 1957 : Turma da Gafieira
- 1957 : Samba em Hi-Fi

Avec Paulo Moura
- 1958 : Escolha E Dance

Avec Dionísio e Seu Quinteto
- 1959 : Romance no Texas Bar[12]
- 1959 : Sax & Ritmo

Avec Luiz Bonfá
- 1962 : O Violão E O Samba

Avec Antônio Carlos Jobim
- 1963 : The Composer of Desafinado Plays

Avec Meirelles e os Copa 5
- 1964 : O Novo Som

Avec Hector Costita
- 1964 : Impacto

Avec Salvador Trio
- 1965 : Salvador Trio
- 1966 : Tristeza

Avec Stan Getz
- 1966 : Stan Getz with guest artist Laurindo Almeida

Avec Tânia Maria
- 1969 : Apresentamos

Avec Ron Carter
- 1981 : Patrão (en)

Avec Gene Bertoncini (en) & Michael Moore
- 1986 : O Grande Amor

## Filmographie
- 1964 : Terre en transe (crédité comme Edson Machado)[13]
- 1965 : Crónica da Cidade Amada[14]